# Пак, Иван Тимофеевич
Иван Тимофеевич Пак (род. 13 августа 1930, Будённый район, Приморская область, СССР) — советский и казахстанский математик, специалист в области вычислительной техники, доктор технических наук (1988), профессор (1991), заслуженный деятель науки и техники Казахстана (1995).

## Биография
Окончил с отличием физико-математический факультет КазГУ (1954). В системе Академии наук КазССР работал: лаборантом, младшим научным сотрудником, ученым секретарем лаборатории машинной и вычислительной математики Академии Наук КазССР (1954—1965); младшим научным сотрудником, заведующим лабораторией, заместителем директора, главным научным сотрудником Института математики (2012), главным научным сотрудником Института информационных и вычислительных технологий (с 2012). Заместитель Президента Академии наук Республики Казахстан (1990—1994), заведующий филиалом кафедры вычислительной техники Казахского политехнического института в Институте математики (1983—1988). В рамках выполнения общественных должностей был ученым секретарем Проблемного Научного Совета по математике АН КазССР (1966—1983), Председателем Объединённого диссертационного докторского совета при институте математики (1999—2010), Президентом научно-технического общества «Кахак» (1991—2014), главным редактором периодического научного журнала "Известия научно-технического общества «Кахак» (с 2000), членом редколлегии «математического журнала» Института математики (с 2000), членом Консультативного Совета при Президенте Республика Корея по мирному объединению Кореи 4-х созывов, членом Президиума (1990—2003, 2013—2017), вице-президентом (1995—2000), председатель Совета старейшин Ассоциации корейцев Казахстана (с 2013 — по н. в.). Заслуженный деятель науки и техники РК (1995); почетный член Национальной Академии Наук РК (2015), Академик Российской академии естественных наук (1995), и трех общественных академий.

## Научные работы
Иван Пак является автором более полутора сотен научных работ. Основные посвящены вопросам обработки информации путем рассмотрения комплексных чисел как неделимых объектов в системе остаточных классов и создания новых технических решений, обеспечивающих устойчивость к ошибкам и точность. Является одним из первых казахстанских ученых, которые способствовали становлению и развитию в республике информационно-вычислительного дела, ставшего основой современных информационных технологий. Его работы в этой области подтверждены патентами зарубежных стран (США, Япония, Франция, Англия, Италия). Всего Паком опубликовано 175 научных работ, в том числе 8 монографий, 17 авторских свидетельств, 20 зарубежных патентов (Франция, США, Англия, Япония, Швейцария и др.). Под его научным руководством защищено 8 кандидатских диссертаций.

## Награды
- Орден «Парасат»
- Орден «Курмет»
- Орден «Донбекдян» Республики Корея
- «Золотая медаль аль-Фараби»
- Медаль «Ветеран труда»
- Медаль «20 лет Ассамблеи народа Казахстана»
- Грамота Президиума Верховного Совета КазССР